# Association Sportive de Monaco Football Club 2024-2025
Questa voce raccoglie le informazioni riguardanti l'Association Sportive de Monaco Football Club nelle competizioni ufficiali della stagione 2024-2025.

## Stagione
La stagione 2025-2026 sarà la centesima nella storia del club e la sua sessantaseiesima nella massima divisione. Essa vedrà il Monaco partecipare alla Ligue 1, per l'undicesima stagione consecutiva, alla Coppa di Francia, alla Supercoppa di Francia e alla Champions League

## Divise e sponsor
| Casa | Trasferta |

## Rosa
In corsivo i calciatori ceduti durante la stagione.
| N. |                        | Ruolo | Calciatore              |
| -- | ---------------------- | ----- | ----------------------- |
| 1  | Polonia (bandiera)     | P     | Radosław Majecki        |
| 2  | Brasile (bandiera)     | D     | Vanderson               |
| 3  | Cile (bandiera)        | D     | Guillermo Maripán       |
| 4  | Paesi Bassi (bandiera) | D     | Jordan Teze             |
| 5  | Germania (bandiera)    | D     | Thilo Kehrer            |
| 6  | Svizzera (bandiera)    | C     | Denis Zakaria           |
| 7  | Francia (bandiera)     | C     | Eliesse Ben Seghir      |
| 8  | Belgio (bandiera)      | C     | Eliot Matazo            |
| 8  | Libia (bandiera)       | C     | Ali Elmusrati           |
| 9  | Inghilterra (bandiera) | A     | Folarin Balogun         |
| 10 | Russia (bandiera)      | C     | Aleksandr Golovin ()    |
| 11 | Francia (bandiera)     | C     | Maghnes Akliouche       |
| 12 | Brasile (bandiera)     | D     | Caio Henrique           |
| 13 | Francia (bandiera)     | D     | Christian Mawissa Elebi |
| 14 | Germania (bandiera)    | A     | Ismail Jakobs           |

| N. |                           | Ruolo | Calciatore         |
| -- | ------------------------- | ----- | ------------------ |
| 14 | Danimarca (bandiera)      | A     | Mika Biereth       |
| 15 | Senegal (bandiera)        | C     | Lamine Camara      |
| 16 | Svizzera (bandiera)       | P     | Philipp Köhn       |
| 17 | Costa d'Avorio (bandiera) | D     | Wilfried Singo     |
| 18 | Giappone (bandiera)       | A     | Takumi Minamino    |
| 20 | Francia (bandiera)        | D     | Kassoum Ouattara   |
| 21 | Francia (bandiera)        | A     | George Ilenikhena  |
| 22 | Ghana (bandiera)          | D     | Mohammed Salisu    |
| 27 | Senegal (bandiera)        | A     | Krépin Diatta      |
| 36 | Svizzera (bandiera)       | A     | Breel Embolo       |
| 37 | Francia (bandiera)        | C     | Edan Diop          |
| 41 | Francia (bandiera)        | A     | Lucas Michal       |
| 50 | Francia (bandiera)        | P     | Yann Lienard       |
| 88 | Francia (bandiera)        | C     | Soungoutou Magassa |

## Calciomercato

### Sessione estiva(dal 1º/7 al 1º/9)
| Acquisti         | Acquisti                | Acquisti          | Acquisti                     |
| R.               | Nome                    | da                | Modalità                     |
| ---------------- | ----------------------- | ----------------- | ---------------------------- |
| A                | George Ilenikhena       | Anversa           | definitivo (18,75 milioni €) |
| D                | Christian Mawissa Elebi | Tolosa            | definitivo (16 milioni €)    |
| C                | Lamine Camara           | Metz              | definitivo (15 milioni €)    |
| D                | Thilo Kehrer            | West Ham Utd      | definitivo (11 milioni €)    |
| D                | Jordan Teze             | PSV               | definitivo (10 milioni €)    |
| A                | Paris Brunner           | Borussia Dortmund | definitivo (4 milioni €)     |
| Altre operazioni |                         |                   |                              |
| R.               | Nome                    | da                | Modalità                     |
| A                | Myron Boadu             | Twente            | fine prestito                |
| C                | Eliot Matazo            | Anversa           | fine prestito                |
| C                | Félix Lemaréchal        | Cercle Bruges     | fine prestito                |

| Cessioni         | Cessioni          | Cessioni      | Cessioni                    |
| R.               | Nome              | a             | Modalità                    |
| ---------------- | ----------------- | ------------- | --------------------------- |
| C                | Youssouf Fofana   | Milan         | definitivo (20 milioni €)   |
| C                | Mohamed Camara    | Al-Sadd       | definitivo (16,5 milioni €) |
| C                | Félix Lemaréchal  | Strasburgo    | definitivo (6 milioni €)    |
| D                | Guillermo Maripán | Torino        | definitivo (2 milioni €)    |
| D                | Ismail Jakobs     | Galatasaray   | prestito (1 milione €)      |
| D                | Chrislain Matsima | Augusta       | prestito                    |
| A                | Myron Boadu       | Bochum        | prestito                    |
| A                | Wissam Ben Yedder |               | svincolato                  |
| Altre operazioni |                   |               |                             |
| R.               | Nome              | a             | Modalità                    |
| A                | Paris Brunner     | Cercle Bruges | prestito                    |
| D                | Thilo Kehrer      | West Ham Utd  | fine prestito               |

### Sessione invernale
| Acquisti         | Acquisti      | Acquisti   | Acquisti                  |
| R.               | Nome          | da         | Modalità                  |
| ---------------- | ------------- | ---------- | ------------------------- |
| A                | Mika Biereth  | Sturm Graz | definitivo (13 milioni €) |
| C                | Ali Elmusrati | Beşiktaş   | prestito (1 milione €)    |
| Altre operazioni |               |            |                           |
| R.               | Nome          | da         | Modalità                  |

| Cessioni         | Cessioni     | Cessioni  | Cessioni                 |
| R.               | Nome         | a         | Modalità                 |
| ---------------- | ------------ | --------- | ------------------------ |
| C                | Eliot Matazo | Hull City | definitivo (2 milioni €) |
| Altre operazioni |              |           |                          |
| R.               | Nome         | a         | Modalità                 |

## Risultati

### Ligue 1

#### Girone di andata
| Arbitro: | Turpin |

|              |           |  |
| Minamino 28’ | Marcatori |  |

| Arbitro: | Frappart |

|  |           |                              |
|  | Marcatori | 65’ Ben Seghir 80’ L. Camara |

| Arbitro: | Delajod |

|             |           |                         |
| Zakaria 84’ | Marcatori | 90+3’ (rig.) Frankowski |

| Arbitro: | Kherradji |

|  |           |                                     |
|  | Marcatori | 8’ Kehrer 25’ Vanderson 89’ Zakaria |

| Arbitro: | Frappart |

|                                    |           |             |
| Teze 9’ Ben Seghir 66’ Balogun 70’ | Marcatori | 30’ Kuzjaev |

| Arbitro: | Bollengier |

|                             |           |               |
| Balogun 32’ L. Camara 90+8’ | Marcatori | 16’ Nzingoula |

| Arbitro: | Léonard |

|          |           |                       |
| Blas 11’ | Marcatori | 6’ Kehrer 22’ Balogun |

| Fontvieille 18 ottobre 2024, ore 20:45 CEST 8ª giornata | Monaco     | 0 – 0 referto | Lilla | Stadio Louis II (7 246 spett.)\| Arbitro: \| Wattellier \| |
| Arbitro:                                                | Wattellier |               |       |                                                            |

| Arbitro: | Pignard |

|                            |           |            |
| Guessand 45+1’ Laborde 71’ | Marcatori | 39’ Embolo |

| Arbitro: | Kherradji |

|  |           |            |
|  | Marcatori | 29’ Aholou |

| Arbitro: | Dechepy |

|             |           |                                             |
| G. Doué 29’ | Marcatori | 79’ (rig.), 89’ Ben Seghir 90+1’ Ilenikhena |

| Arbitro: | Léonard |

|                                 |           |                        |
| Akliouche 5’, 90+1’ Golovin 24’ | Marcatori | 50’ Sima 90+6’ Ajorque |

| Arbitro: | Turpin |

|                                        |           |             |
| Luis Henrique 55’ Greenwood 89’ (rig.) | Marcatori | 41’ Golovin |

| Arbitro: | Frappart |

|                      |           |  |
| Singo 50’ Embolo 82’ | Marcatori |  |

| Reims 14 dicembre 2024, ore 21:00 CET 15ª giornata | Stade Reims | 0 – 0 referto | Monaco | Stadio Auguste Delaune (15 859 spett.)\| Arbitro: \| Lissorgue \| |
| Arbitro:                                           | Lissorgue   |               |        |                                                                   |

| Arbitro: | Letexier |

|                                  |           |                                             |
| Ben Seghir 53’ (rig.) Embolo 60’ | Marcatori | 24’ D. Doué 64’, 90+7’ Dembélé 83’ G. Ramos |

| Arbitro: | Bollengier |

|                      |           |                       |
| Abline 12’ Amian 47’ | Marcatori | 52’ Embolo 59’ Salisu |

#### Girone di ritorno
| Arbitro: | Brisard |

|                     |           |            |
| Al-Taamari 55’, 82’ | Marcatori | 32’ Kehrer |

| Arbitro: | Stinat |

|                                       |           |                         |
| Akliouche 15’ Biereth 52’ Golovin 56’ | Marcatori | 45+1’ Nagida 67’ Gouiri |

| Arbitro: | Kherradji |

|                                  |           |                                 |
| Kehrer 35’ Biereth 58’, 63’, 66’ | Marcatori | 38’ Diomandé 45+6’ (rig.) Jubal |

| Arbitro: | Turpin |

|                                                |           |             |
| Vitinha 6’ K'varatskhelia 54’ Dembélé 57’, 90’ | Marcatori | 17’ Zakaria |

| Arbitro: | Léonard |

|                                                                                |           |           |
| Biereth 44’, 54’, 64’ (rig.) Minamino 45’ Ben Seghir 49’ Ilenikhena 81’, 90+5’ | Marcatori | 4’ Abline |

| Arbitro: | Bastien |

|                     |           |                |
| Haraldsson 22’, 42’ | Marcatori | 45+1’ Minamino |

| Arbitro: | Wattellier |

|                       |           |  |
| Biereth 34’, 39’, 51’ | Marcatori |  |

| Arbitro: | Bollengier |

|             |           |              |
| Magri 90+1’ | Marcatori | 17’ Minamino |

| Arbitro: | Delajod |

|  |           |                                  |
|  | Marcatori | 77’ Biereth 88’ (rig.) Akliouche |

| Arbitro: | Brisard |

|                        |           |          |
| Biereth 55’ Embolo 73’ | Marcatori | 41’ Boga |

| Arbitro: | Léonard |

|                                 |           |                    |
| Köhn 42’ (aut.) M. Camara 90+4’ | Marcatori | 63’ (rig.) Zakaria |

| Arbitro: | Bastien |

|                                            |           |  |
| Minamino 34’ Embolo 58’ Zakaria 82’ (rig.) | Marcatori |  |

| Fontvieille 19 aprile 2025, ore 19:00 CEST 30ª giornata | Monaco     | 0 – 0 referto | Strasburgo | Stadio Louis II\| Arbitro: \| Wattellier \| |
| Arbitro:                                                | Wattellier |               |            |                                             |

| Arbitro: | Turpin |

|          |           |             |
| Koka 22’ | Marcatori | 61’ Biereth |

| Arbitro: | Brisard |

|                  |           |                                         |
| Davitashvili 65’ | Marcatori | 2’ Akliouche 68’ Al-Musrati 78’ Balogun |

| Arbitro: | Bastien |

|                          |           |  |
| Minamino 62’ Zakaria 68’ | Marcatori |  |

| Arbitro: | Letexier |

|                                               |           |  |
| El Aynaoui 21’, 56’ Thomasson 73’ Zaroury 78’ | Marcatori |  |

### Coppa di Francia
| Arbitro: | Thual |

|              |           |                                                        |
| Tournier 83’ | Marcatori | 20’ Ben Seghir 37’ Vanderson 65’ Teze 90+1’ Ilenikhena |

| Arbitro: | Angoula |

|                                  |                      |                                        |
| Kipré 45’                        | Marcatori            | 70’ Salisu                             |
| Nakamura Salama Kipré O. Diakité | Tiri di rigore 3 – 1 | Caio Henrique Biereth L. Camara Embolo |

### Supercoppa di Francia
| Arbitro: | Delajod |

|               |           |  |
| Dembélé 90+2’ | Marcatori |  |

### UEFA Champions League

#### Fase campionato
| Arbitro: | Lindhout |

|                              |           |           |
| Akliouche 16’ Ilenikhena 71’ | Marcatori | 28’ Yamal |

| Arbitro: | Osmers |

|                          |           |                               |
| Sučić 45+3’ Baturina 66’ | Marcatori | 74’ Salisu 90’ (rig.) Zakaria |

| Arbitro: | Stieler |

|                                                          |           |                   |
| Minamino 20’, 70’ Embolo 45+4’ Singo 54’ Akliouche 90+7’ | Marcatori | 27’ (rig.) Ndiaye |

| Arbitro: | Ağayev |

|  |           |            |
|  | Marcatori | 87’ Kehrer |

| Arbitro: | Obrenovič |

|                            |           |                                     |
| Ben Seghir 13’ Magassa 67’ | Marcatori | 48’ Paulidīs 84’ Cabral 88’ Amdouni |

| Arbitro: | Massa |

|                           |           |  |
| Saka 34’, 78’ Havertz 88’ | Marcatori |  |

| Arbitro: | Vinčić |

|          |           |  |
| Singo 8’ | Marcatori |  |

| Arbitro: | Peljto |

|                                 |           |  |
| L. Martínez 4’ (rig.), 16’, 67’ | Marcatori |  |

#### Fase a eliminazione diretta

##### Spareggi
| Arbitro: | Mariani |

|  |           |              |
|  | Marcatori | 48’ Paulidīs |

| Arbitro: | Nyberg |

|                                              |           |                                            |
| Aktürkoğlu 22’ Paulidīs 76’ (rig.) Kökçü 84’ | Marcatori | 32’ Minamino 51’ Ben Seghir 81’ Ilenikhena |

## Statistiche finali

### Statistiche di squadra
| Competizione          | Punti | In casa | In casa | In casa | In casa | In casa | In casa | In trasferta | In trasferta | In trasferta | In trasferta | In trasferta | In trasferta | Totale | Totale | Totale | Totale | Totale | Totale | DR  |
| Competizione          | Punti | G       | V       | N       | P       | Gf      | Gs      | G            | V            | N            | P            | Gf           | Gs           | G      | V      | N      | P      | Gf     | Gs     | DR  |
| --------------------- | ----- | ------- | ------- | ------- | ------- | ------- | ------- | ------------ | ------------ | ------------ | ------------ | ------------ | ------------ | ------ | ------ | ------ | ------ | ------ | ------ | --- |
| Ligue 1               | 61    | 17      | 12      | 3       | 2       | 38      | 16      | 17           | 6            | 4            | 7            | 25           | 25           | 34     | 18     | 7      | 9      | 63     | 41     | +22 |
| Coppa di Francia      | -     | 0       | 0       | 0       | 0       | 0       | 0       | 2            | 1            | 1            | 0            | 5            | 2            | 2      | 1      | 1      | 0      | 5      | 2      | +3  |
| Supercoppa di Francia | -     | -       | -       | -       | -       | -       | -       | -            | -            | -            | -            | -            | -            | 1      | 0      | 0      | 1      | 0      | 1      | -1  |
| Champions League      | 13    | 5       | 3       | 0       | 2       | 10      | 6       | 5            | 1            | 2            | 2            | 6            | 11           | 10     | 4      | 2      | 4      | 16     | 17     | -1  |
| Totale                | -     | 22      | 15      | 3       | 4       | 48      | 23      | 24           | 8            | 7            | 9            | 36           | 38           | 47     | 23     | 10     | 14     | 84     | 61     | +23 |

### Andamento in campionato
| Giornata  | 1 | 2 | 3 | 4 | 5 | 6 | 7 | 8 | 9 | 10 | 11 | 12 | 13 | 14 | 15 | 16 | 17 | 18 | 19 | 20 | 21 | 22 | 23 | 24 | 25 | 26 | 27 | 28 | 29 | 30 | 31 | 32 | 33 | 34 |
| --------- | - | - | - | - | - | - | - | - | - | -- | -- | -- | -- | -- | -- | -- | -- | -- | -- | -- | -- | -- | -- | -- | -- | -- | -- | -- | -- | -- | -- | -- | -- | -- |
| Luogo     | C | T | C | T | C | C | T | C | T | C  | T  | C  | T  | C  | T  | C  | T  | T  | C  | C  | T  | C  | T  | C  | T  | T  | C  | T  | C  | C  | T  | T  | C  |    |
| Risultato | V | V | N | V | V | V | V | N | P | P  | V  | V  | P  | V  | N  | P  | N  | P  | V  | V  | P  | V  | P  | V  | N  | V  | V  | P  | V  | N  | N  | V  | V  | P  |
| Posizione | 6 | 3 | 4 | 3 | 3 | 2 | 1 | 2 | 2 | 3  | 2  | 2  | 3  | 3  | 3  | 3  | 3  | 4  | 3  | 3  | 4  | 4  | 5  | 4  | 4  | 4  | 2  | 3  | 2  | 3  | 4  | 3  | 3  | 3  |

Legenda:

Luogo: C = Casa; T = Trasferta. Risultato: R = Rinviata; V = Vittoria; N = Pareggio; P = Sconfitta.

### Andamento in Champions League
| Giornata  | 1  | 2  | 3 | 4 | 5 | 6  | 7  | 8  |
| --------- | -- | -- | - | - | - | -- | -- | -- |
| Luogo     | C  | T  | C | T | C | T  | C  | T  |
| Risultato | V  | N  | V | V | P | P  | V  | P  |
| Posizione | 14 | 14 | 4 | 3 | 8 | 18 | 10 | 17 |

Legenda:

Luogo: C = Casa; T = Trasferta. Risultato: V = Vittoria; N = Pareggio; P = Sconfitta.

### Statistiche dei giocatori
Sono in corsivo i calciatori che hanno lasciato la società a stagione in corso.
| Giocatore     | Ligue 1  | Ligue 1 | Ligue 1     | Ligue 1    | Coppa di Francia | Coppa di Francia | Coppa di Francia | Coppa di Francia | Supercoppa di Francia | Supercoppa di Francia | Supercoppa di Francia | Supercoppa di Francia | Champions League | Champions League | Champions League | Champions League | Totale   | Totale | Totale      | Totale     |
| Giocatore     | Presenze | Reti    | Ammonizioni | Espulsioni | Presenze         | Reti             | Ammonizioni      | Espulsioni       | Presenze              | Reti                  | Ammonizioni           | Espulsioni            | Presenze         | Reti             | Ammonizioni      | Espulsioni       | Presenze | Reti   | Ammonizioni | Espulsioni |
| ------------- | -------- | ------- | ----------- | ---------- | ---------------- | ---------------- | ---------------- | ---------------- | --------------------- | --------------------- | --------------------- | --------------------- | ---------------- | ---------------- | ---------------- | ---------------- | -------- | ------ | ----------- | ---------- |
| M. Akliouche  | 32       | 5       | 2           | 0          | 0                | 0                | 0                | 0                | 1                     | 0                     | 0                     | 0                     | 10               | 2                | 1                | 0                | 43       | 7      | 3           | 0          |
| Al-Musrati    | 10       | 1       | 0           | 0          | 0                | 0                | 0                | 0                | 0                     | 0                     | 0                     | 0                     | 1                | 0                | 2                | 1                | 11       | 1      | 2           | 1          |
| F. Balogun    | 13       | 4       | 0           | 0          | 0                | 0                | 0                | 0                | 0                     | 0                     | 0                     | 0                     | 3                | 0                | 1                | 0                | 16       | 4      | 1           | 0          |
| E. Ben Seghir | 33       | 6       | 0           | 0          | 2                | 1                | 0                | 0                | 1                     | 0                     | 0                     | 0                     | 10               | 2                | 1                | 0                | 46       | 9      | 1           | 0          |
| M. Biereth    | 16       | 13      | 0           | 0          | 1                | 0                | 0                | 0                | 0                     | 0                     | 0                     | 0                     | 2                | 0                | 0                | 0                | 19       | 13     | 0           | 0          |
| S. Bouabre    | 3        | 0       | 0           | 0          | 1                | 0                | 0                | 0                | 0                     | 0                     | 0                     | 0                     | 0                | 0                | 0                | 0                | 4        | 0      | 0           | 0          |
| Caio Henrique | 27       | 0       | 3           | 0          | 2                | 0                | 0                | 0                | 1                     | 0                     | 0                     | 0                     | 8                | 0                | 0                | 0                | 38       | 0      | 3           | 0          |
| L. Camara     | 29       | 2       | 10          | 1          | 1                | 0                | 0                | 0                | 1                     | 0                     | 0                     | 0                     | 8                | 0                | 2                | 0                | 39       | 2      | 12          | 1          |
| M. Coulibaly  | 1        | 0       | 0           | 0          | 0                | 0                | 0                | 0                | 0                     | 0                     | 0                     | 0                     | 0                | 0                | 0                | 0                | 1        | 0      | 0           | 0          |
| K. Diatta     | 19       | 0       | 3           | 0          | 1                | 0                | 0                | 0                | 0                     | 0                     | 0                     | 0                     | 4                | 0                | 0                | 0                | 24       | 0      | 3           | 0          |
| E. Diop       | 0        | 0       | 0           | 0          | 0                | 0                | 0                | 0                | 0                     | 0                     | 0                     | 0                     | 0                | 0                | 0                | 0                | 0        | 0      | 0           | 0          |
| B. Embolo     | 29       | 6       | 5           | 0          | 2                | 0                | 1                | 0                | 1                     | 0                     | 0                     | 0                     | 10               | 1                | 1                | 0                | 42       | 7      | 7           | 0          |
| A. Golovin    | 19       | 3       | 1           | 0          | 0                | 0                | 0                | 0                | 1                     | 0                     | 0                     | 0                     | 9                | 0                | 1                | 0                | 29       | 3      | 2           | 0          |
| G. Ilenikhena | 23       | 3       | 0           | 0          | 1                | 1                | 1                | 0                | 1                     | 0                     | 0                     | 0                     | 5                | 2                | 0                | 0                | 30       | 6      | 1           | 0          |
| I. Jakobs     | 2        | 0       | 0           | 0          | 0                | 0                | 0                | 0                | 0                     | 0                     | 0                     | 0                     | 0                | 0                | 0                | 0                | 2        | 0      | 0           | 0          |
| T. Kehrer     | 27       | 4       | 1           | 0          | 2                | 0                | 0                | 0                | 1                     | 0                     | 0                     | 0                     | 10               | 1                | 2                | 0                | 40       | 5      | 3           | 0          |
| P. Köhn       | 19       | -19     | 1           | 0          | 1                | -1               | 0                | 0                | 1                     | -0                    | 0                     | 0                     | 2                | -3               | 0                | 0                | 23       | -23    | 1           | 0          |
| Y. Lienard    | 0        | -0      | 0           | 0          | 1                | -1               | 0                | 0                | 0                     | -0                    | 0                     | 0                     | 0                | -0               | 0                | 0                | 1        | -1     | 0           | 0          |
| S. Magassa    | 21       | 0       | 5           | 1          | 2                | 0                | 0                | 0                | 1                     | 0                     | 0                     | 0                     | 7                | 1                | 0                | 0                | 31       | 1      | 5           | 1          |
| R. Majecki    | 15       | -21     | 0           | 0          | 0                | -0               | 0                | 0                | 0                     | -0                    | 0                     | 0                     | 8                | -14              | 0                | 0                | 23       | -35    | 0           | 0          |
| E. Matazo     | 3        | 0       | 0           | 0          | 1                | 0                | 0                | 0                | 0                     | 0                     | 0                     | 0                     | 2                | 0                | 0                | 0                | 6        | 0      | 0           | 0          |
| C. Mawissa    | 22       | 0       | 3           | 0          | 0                | 0                | 0                | 0                | 0                     | 0                     | 0                     | 0                     | 6                | 0                | 3                | 1                | 28       | 0      | 6           | 1          |
| L. Michal     | 8        | 0       | 0           | 0          | 2                | 0                | 0                | 0                | 0                     | 0                     | 0                     | 0                     | 3                | 0                | 0                | 0                | 13       | 0      | 0           | 0          |
| T. Minamino   | 32       | 6       | 4           | 0          | 2                | 0                | 1                | 0                | 1                     | 0                     | 0                     | 0                     | 8                | 3                | 0                | 0                | 43       | 9      | 5           | 0          |
| K. Ouattara   | 12       | 0       | 2           | 0          | 2                | 0                | 0                | 0                | 0                     | 0                     | 0                     | 0                     | 2                | 0                | 0                | 0                | 16       | 0      | 2           | 0          |
| M. Salisu     | 15       | 1       | 2           | 0          | 2                | 1                | 0                | 0                | 1                     | 0                     | 0                     | 0                     | 6                | 1                | 1                | 0                | 24       | 3      | 3           | 0          |
| W. Singo      | 27       | 1       | 3           | 0          | 2                | 0                | 0                | 0                | 0                     | 0                     | 0                     | 0                     | 6                | 2                | 2                | 1                | 35       | 3      | 5           | 1          |
| J. Teze       | 16       | 1       | 2           | 1          | 2                | 1                | 0                | 0                | 1                     | 0                     | 0                     | 0                     | 2                | 0                | 0                | 0                | 21       | 2      | 2           | 1          |
| Vanderson     | 29       | 1       | 6           | 1          | 2                | 1                | 0                | 0                | 1                     | 0                     | 0                     | 0                     | 9                | 0                | 3                | 0                | 41       | 2      | 9           | 1          |
| D. Zakaria    | 25       | 6       | 5           | 0          | 0                | 0                | 0                | 0                | 1                     | 0                     | 1                     | 0                     | 7                | 1                | 2                | 0                | 33       | 7      | 8           | 0          |